# Asthenara socia
Asthenara socia är en stekelart som först beskrevs av Holmgren 1857.  Asthenara socia ingår i släktet Asthenara och familjen brokparasitsteklar. Arten är reproducerande i Sverige. Inga underarter finns listade.